# Камигамо-дзиндзя
Камо-вакэ-икадзути-дзиндзя (яп. 賀茂別雷神社), известное как Камигамо-дзиндзя (яп. 上賀茂神社) — синтоистское святилище в районе Кита-ку города Киото.

## Мифология
Храм посвящён Камо-вакэ-икадзути, сыну бога грома Хоно-икадзути и Тамаёрихимэ, почитаемой вместе со своим отцом в соседнем Симогамо-дзиндзя. Согласно легенде, однажды Тамаёрихимэ увидела плывущую по реке красную стрелу, взяла её с собой и положила (или воткнула в землю) рядом, когда легла спать. Наутро она оказалась беременной, и вскоре у неё родился сын. Когда сын вырос, его дед захотел выяснить, кто отец ребёнка. Для этого он созвал пир, на который пригласил местных богов. Когда он попросил мальчика передать чарку сакэ своему отцу, чарка, а за ней и внук пробили потолок и вознеслись к небу. Таким образом стало ясно, что отцом является бог грома Хоно-икадзути, а мальчика нарекли Камо-вакэ-икадзути. Он считается божеством урожая.

## История
Камо-вакэ-икадзути-дзиндзя — старейшее святилище в Киото. Считается, что основание святилища связано с установлением регулярных ритуалов поклонения горе Ко, расположенной на его территории, в VI веке н. э. (при императоре Киммэй). Ритуалы приняли форму фестиваля Аой-мацури, впервые проведённого в 544 году. 12 мая в храме проводят подготовительные обряды. 15 мая, во время фестиваля, в храме проводился эзотерический обряд встречи божеств, обитающих в горах Кояма и Микагэяма выше по реке Камо. Первые здания были возведены в 678 г. При императоре Камму, основавшем поблизости новую столицу — Киото — в 794 году, святилище стало одним из важнейших храмов в государстве.
Вместе с Симогамо-дзиндзя (считались за одно святилище) оно являлось главным храмом провинции и входило в число 7 старших храмов из нидзюнися (22 храма, получающие императорскую поддержку), а в эпоху Мэйдзи было обозначено как кампэй-тайся (яп. 官幣大社 большие императорские храмы) — высшая категория поддерживаемых государством святилищ.
До 1868 года главным священнослужителем (гудзи) храма были потомки сына императора Готоба (XII век).

## Архитектура

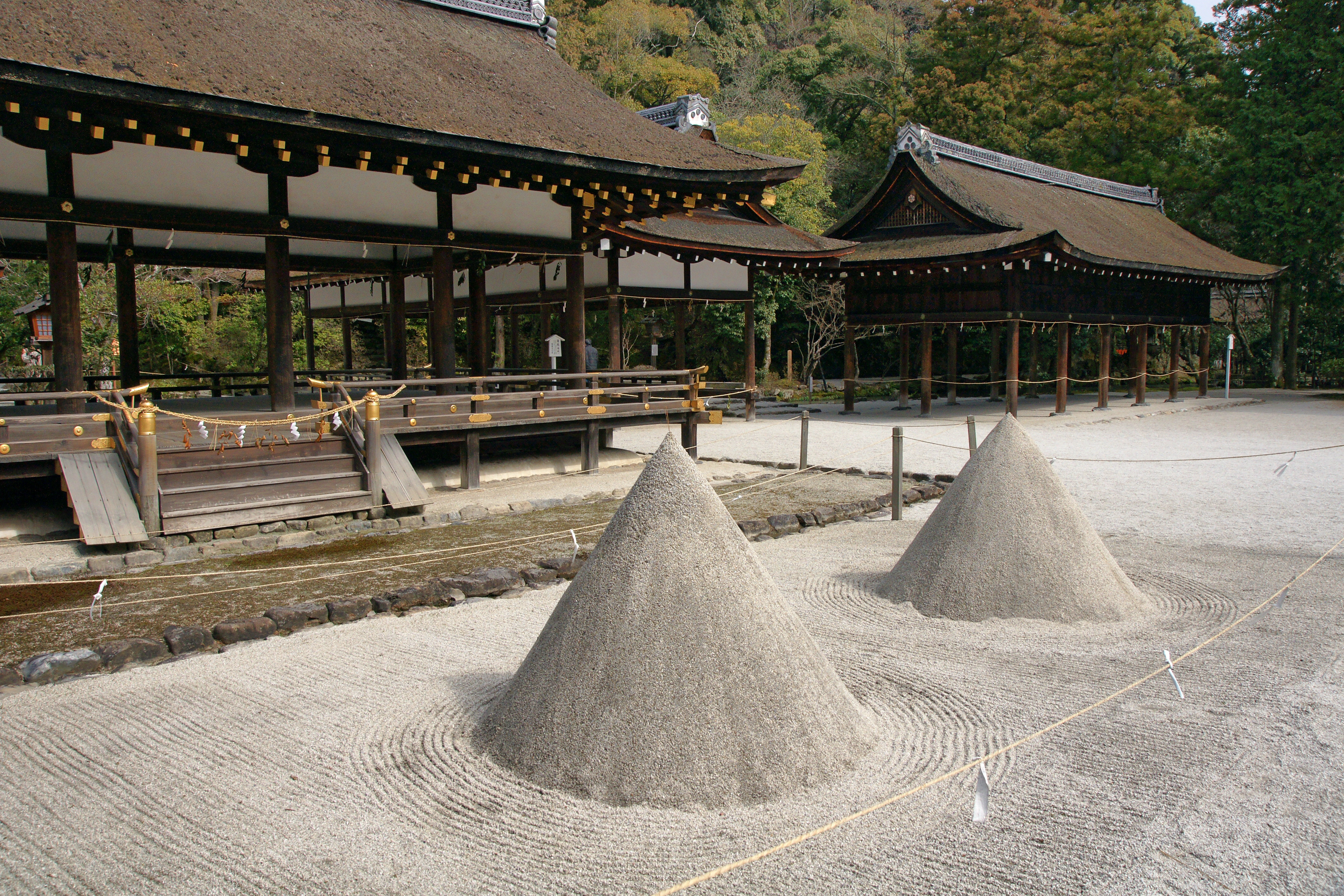
Татэсуна

Камигамо-дзиндзя имеет ряд уникальных архитектурных признаков. Важнейшей особенностью является наличие рядом с хондэном идентичного по форме здания, называемого гондэн. В нём размещается синтай только в то время, когда невозможно пользоваться хондэном, что обычно происходит во время регулярных ритуальных перестроек (сэнгу) святилища. В старину храм полностью перестраивали каждые 21 год, но с 1863 года проводится лишь ремонт (в 2015 году храм «перестраивался» в 42-й раз). Здания построены в стиле нагарэ-дзукури, без тиги и кацуоги, стиль соответствует началу периода Хэйан, в нём заметно влияние храма Исэ. Стиль нагарэ-дзукури отличает удлинённый передний свес крыши, образующий впереди портик. Каждое здание имеет три пролёта в ширину и два в длину и стоит на деревянной раме размером 5,91×7,19 м — вероятно, это отголосок устройства древних переносных святилищ. На фасаде хондэна и гондэна нарисованы псы-хранители комайну, что является редкостью. Хондэн и гондэн  считаются национальным достоянием, остальные 34 строения отнесены к категории «важная культурная ценность». С 1994 года храм признан памятником всемирного наследия ЮНЕСКО как один из памятников культуры древнего Киото.
Уникальным для святилищ Камо является наличие хасидоно (яп. 橋殿, «зал-мост») - крытой платформы, стоящей над ручьём наподобие крытого моста. С этого места посланник императора зачитывает его слова здешнему ками. По сторонам от хасидоно расположены цутиноя (павильон для очищения) и хосодоно (зал, обычно характерный для буддийских храмов). Перед хосодоно насыпаны два конических песчаных холмика татэсуна с сосновой веточкой на верхушке. Они символизируют гору Ко и покрывающий её лес.
Площадь храмовой территории составляет 690 000 м², на неё произрастает множество дубов и вишнёвых деревьев.